# Колюшево
Колюше́во (рос. Колюшево) — присілок в Зав'яловському районі Удмуртії, Росія.
Знаходиться на річці Докшанка, правій притоці річки Кама, на захід від присілка Докша.

## Населення
Населення — 61 особа (2010; 72 в 2002).
Національний склад станом на 2002 рік:
- росіяни — 85 %

## Історія
Перша згадка про присілок зустрічається в переписній книзі Ландратського перепису 1716 року. В ній дається посилання на перепис 1710 та 1711 років, а там вказано опис сіл Докша та Кулюшево разом. Згідно з цими даними в присілках було 23 двори. В середині XVIII століття переселенці із присілка заснували починок Ключ Гремихи, який пізніше став присілком Гремиха. Наприкінці XVIII століття переселенцями з сіл Кулюшево та Патракова також було засновано і сучасний присілок Іюльське.
На початку XIX століття переселенці заснували починок Тихий Ключ. За даними 10-ї ревізії 1859 року в 115 дворах проживало 601 особа, була православна каплиця. За даними 1928 року в селі проживало 606 осіб.

## Урбаноніми[5]
- вулиці — Зарічна (до революції Лошманія, у радянські часи Леніна), Садова (раніше Верхній кінець), Ставкова (раніше Нижній Кінець)

## Галерея

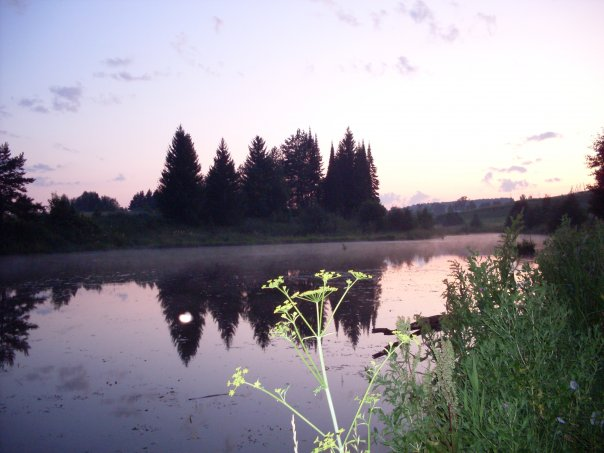
Став на річці Докшанка
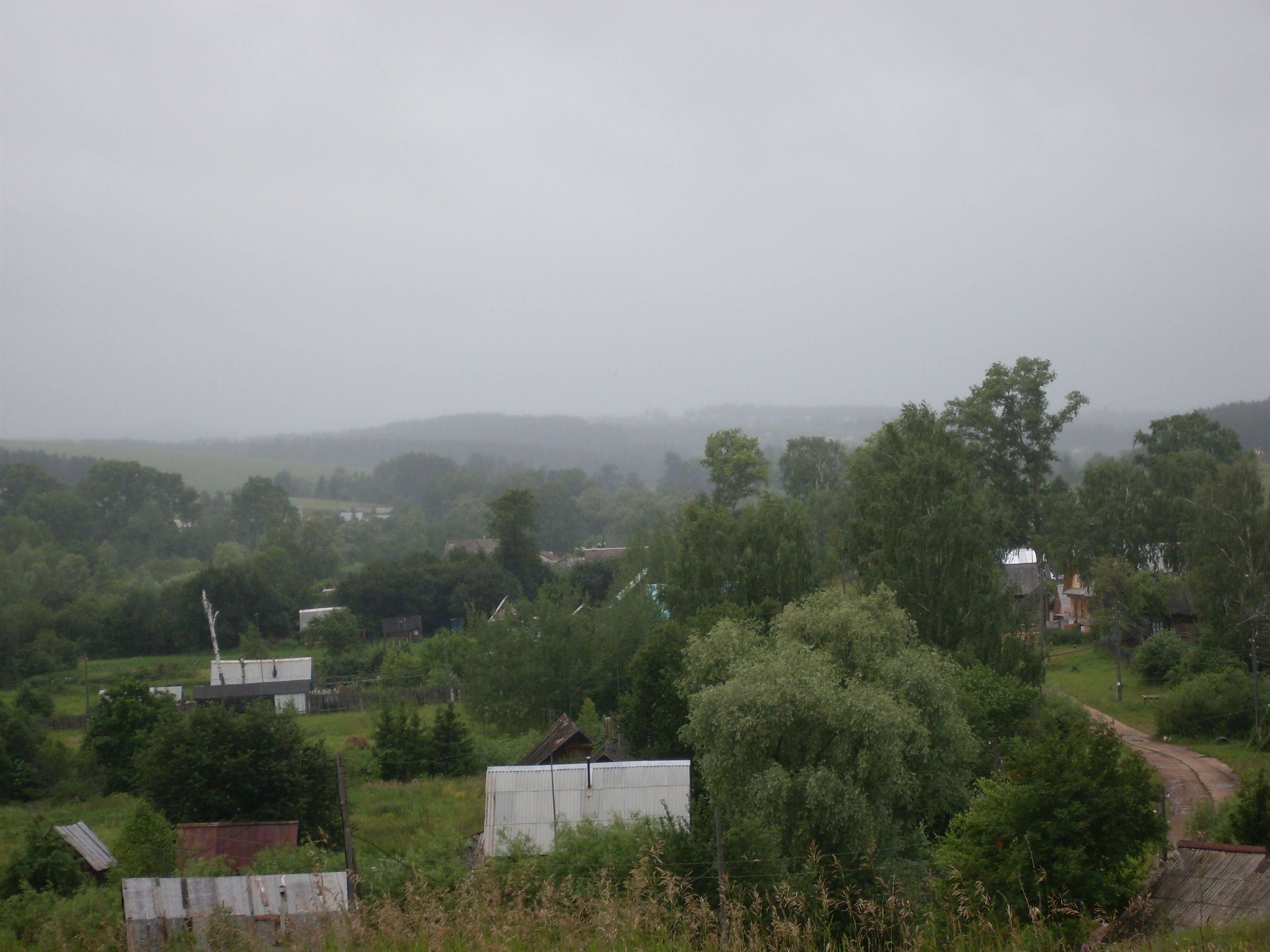
Присілок влітку
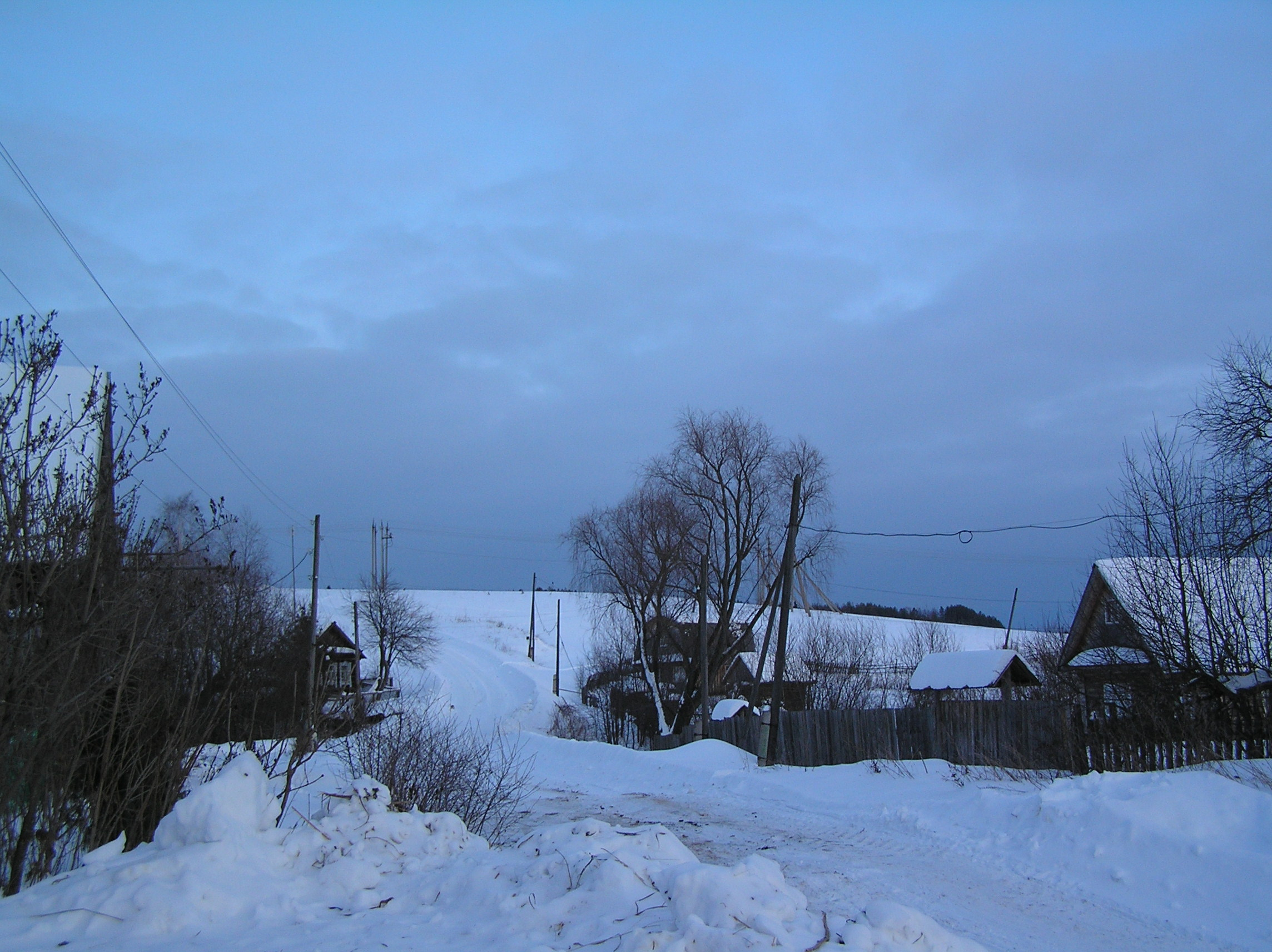
Присілок взимку